# Nandi County
Nandi County (bis 2010 Nandi District) ist einer von 47 Verwaltungsbezirken in Kenia. Er liegt im Westen des Landes und erstreckt sich auf einer Fläche von 2884,5 km². 2009 betrug seine Einwohnerzahl 752.965, 2019 waren es bereits 885.711 Einwohner. Die Mehrheit der Bevölkerung gehört zum Volk der Nandi. Die Hauptstadt des Countys ist mit etwa 22.800 Einwohnern die Stadt Kapsabet.

## Sportlerpersönlichkeiten
Nandi ist die Heimat zahlreicher international erfolgreicher Mittel- und Langstreckenläufer wie beispielsweise:
- Kipchoge Keino, Kipchoge Hezekiah „Kip“ Keino (* 1940), zweifacher Olympiasieger und Präsident des Nationalen Olympischen Komitees in Kenia
- Benjamin Kogo (1944–2022), kenianischer Leichtathlet. Er wurde 1968 Olympiazweiter im 3000-Meter-Hindernislauf.
- Henry Rono (1952–2024), Langstreckenläufer, der im Jahre 1978 binnen 81 Tagen vier Weltrekorde über 3000 m, 3000 m Hindernis, 5000 m u. 10.000 m aufstellte
- Peter Koech (* 1958), Hindernisläufer
- Julius Korir (* 1960), Hindernis- und Langstreckenläufer und Olympiasieger
- William Koech (* 1961), Langstreckenläufer
- Paul Kipkoech (1963–1995), Langstreckenläufer
- William Tanui (William Kiptarus Tanui; * 1964), Mittelstreckenläufer und Olympiasieger
- Patrick Sang (* 1964), Hindernis- und Langstreckenläufer
- Moses Tanui (Moses Kiptarbet Tanui; * 1965), Langstreckenläufer
- Peter Kipchumba Rono (* 1967), ehemaliger kenianischer Mittelstreckenläufer und Olympiasieger über 1500 Meter
- Paul Bitok (* 1970), Langstreckenläufer
- Wilson Kipketer (* 1972), Mittelstreckenläufer
- Bernard Lagat (* 1974), Mittel- und Langstreckenläufer
- Japheth Kimutai, auch Japheth Kimutai Butia, (* 1978), Mittelstreckenläufer
- Reuben Seroney Kosgei (* 1979), Hindernisläufer
- Priscah Jepleting Cherono (geborene Ngetich; * 1980), Langstreckenläuferin
- Rita Jeptoo Sitienei (* 1981), Langstreckenläuferin
- Joseph Lomala Kimosop (* 1982), Marathonläufer
- Janeth Jepkosgei Busienei, auch Chepkosgei, (* 1983), Mittelstreckenläuferin
- Isaac Kiprono Songok (* 1984), Mittel- und Langstreckenläufer
- Sarah Chepchirchir (* 1984), Langstreckenläuferin
- Eliud Kipchoge (* 1984), Langstreckenläufer, 2016 Olympiasieger und seit 2018 Weltrekordhalter im Marathonlauf
- Priscah Jeptoo (Priscah Jeptoo Chepsirot; * 1984), Langstreckenläuferin
- Abel Kiprop Mutai (* 1988), Hindernisläufer
- Pamela Jelimo (auch Chelimo; * 1989), Mittelstreckenläuferin und 2008 Olympiasiegerin im 800-Meter-Lauf
- Abraham Kiptum (* 1989), Langstreckenläufer und seit 2018 Weltrekordhalter im Halbmarathonlauf
- Mathew Kipkoech Kisorio (* 1989), kenianischer Langstreckenläufer (10.000 m, Halbmarathon, Marathon)